# Chiesa di Sant'Omobono (Roma)

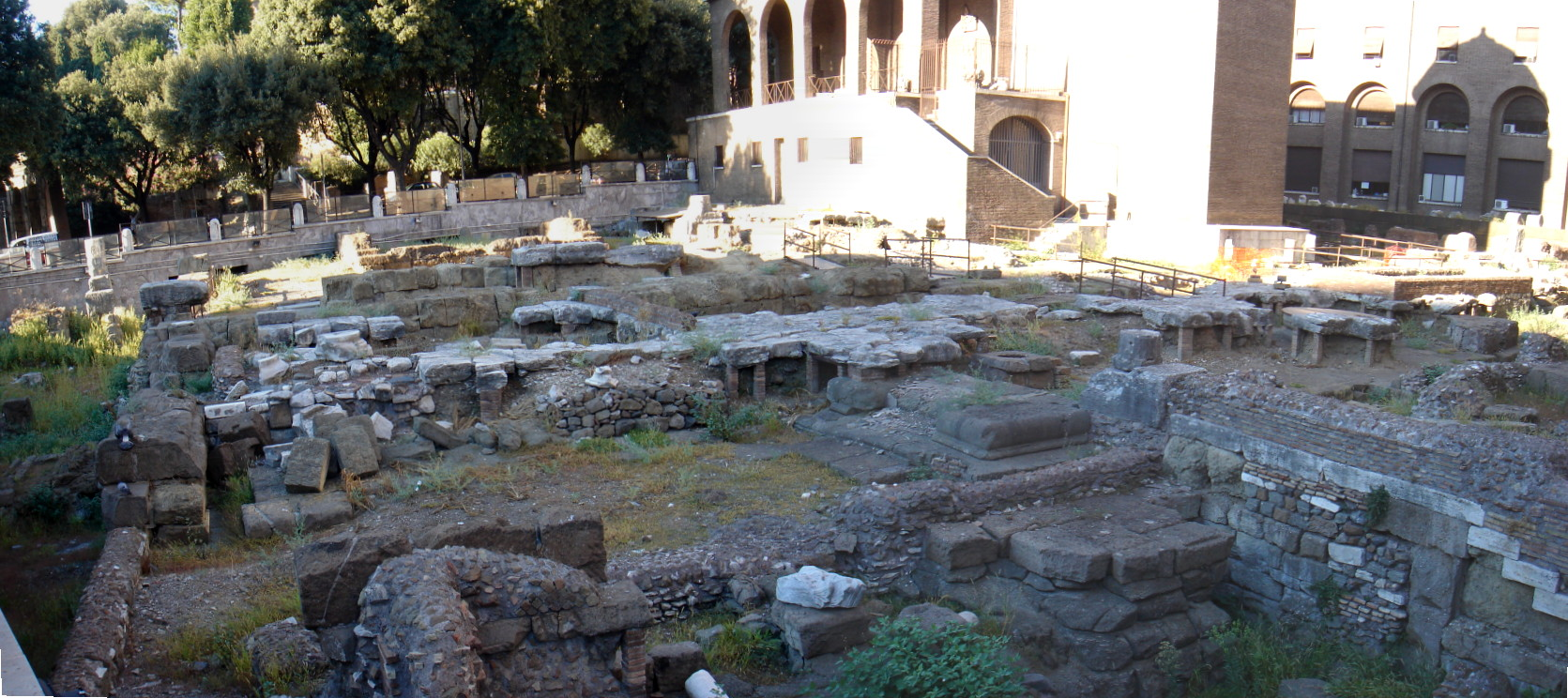
Fianco e retro della chiesa e piano di calpestio antico

La chiesa di Sant'Omobono si trova a Roma ai piedi del Campidoglio nel rione Ripa.

## Storia
La chiesa si trova nella zona del Foro Boario dove si trovavano i templi della Fortuna, di Mater Matuta e la Porta Triumphalis: queste strutture sono state scavate a fianco della chiesa tra gli anni trenta (nella fase del "raschiamento" del Campidoglio) e gli anni sessanta, e sono tutt'oggi visibili nell'area archeologica di Sant'Omobono. Le sue fondamenta sono impostate, appunto, sui resti del tempio di Mater Matuta.
La prima chiesa paleocristiana risale al VI secolo e fu intitolata originariamente San Salvatore in Portico (con riferimento al vicino Portico di Ottavia). Tra il XII e il XIII secolo venne restaurata e ripavimentata , con tarsie di tipo cosmatesco. Ricostruita nel 1482, venne data nel 1575 all'"Università dei Sarti" e dedicata al patrono dei farsettai, sant'Omobono appunto. Nella stessa chiesa presero residenza la Confraternita dei Calzettai e quelle dei Sartori e dei Giubbonari. L'ultimo restauro, con ripavimentazione, risale al 1940.
Il dislivello tra il piano stradale dell'area archeologica e il piano di costruzione della chiesa - che oggi si presenta rialzato di un paio di metri rispetto al livello stradale moderno, al quale lo collega una scala recente - è un esempio interessante e di plastica evidenza di come il piano di calpestio di Roma antica sia stato sommerso, nei secoli, da quattro / cinque metri (in alcuni casi anche di più) di macerie e detriti, sui quali si è continuato a costruire ininterrottamente, e poi si è tornati a scavare.

## Dintorni
Dopo le demolizioni del Novecento e la costruzione dei muraglioni del Tevere l'area circostante la chiesa è oggi quasi disabitata, salvo il piccolo isolato residenziale sopravvissuto tra via di San Teodoro sotto il Palatino, il Foro romano, via della Consolazione e il Foro Jugario e l'attuale via Petroselli.
La zona era invece, fino all'inizio del '900, costruita, sia pur modestamente, e popolata, essendo uno dei punti d'accesso al mercato romano dei produttori provenienti dalla via Appia e dalla via Ostiense, che confluivano a Piazza Montanara (anch'essa scomparsa), al Teatro di Marcello. La sua rilevanza commerciale era testimoniata dal fatto che a metà dell'Ottocento la via di S. Omobono, dalla Bocca della Verità a Monte Caprino, contava ben 6 osterie, una locanda e un caffè.
Da sant'Omobono, si può:
- salire al Campidoglio da Monte Caprino o da via della Rupe Tarpea
- andare a visitare Santa Maria della Consolazione, San Nicola in Carcere, Santa Maria in Cosmedin e la Bocca della Verità
- andare in due minuti all'Isola Tiberina, al Ghetto o al Circo Massimo.